# دیترسبورگ
دیترسبورگ (به آلمانی: Dietersburg) یک شهر در آلمان است که در روتال-این واقع شده‌است.

## خصوصیات
دیترسبورگ ۵۵٫۰۶ کیلومترمربع مساحت دارد ۴۲۷ متر بالاتر از سطح دریا واقع شده‌است.